# IRE (unità di misura)
L'unità IRE viene utilizzata nella misura di segnali video compositi ed il suo nome deriva dalle iniziali dell'Institute of Radio Engineers.

## Descrizione
Nei segnali NTSC un valore di 100 IRE è definito come +714 mV, mentre un valore di 0 IRE corrisponde al valore di tensione di 0 mV e che corrisponde al valore del segnale durante il periodo di blanking. L'impulso di sincronizzazione è normalmente di 40/43 IRE al di sotto del blanking.
I segnali video utilizzano l'unità "IRE" invece delle tensioni CC per descrivere livelli e ampiezze. Sulla base di un segnale video composito NTSC-M (Americano) standard da 1 Vpp che oscilla da -286 mV (-40 IRE, punta di sincronizzazione) a +714 mV (+100 IRE, video di picco), viene stabilita una convenzione picco-picco di 140 IRE, pertanto, un'unità NTSC IRE è 7,143 mV (1/140 V o 7+1/7 mV), V, 0 IRE equivale a 0 V, mentre il livello di nero equivale a 53,57 mV (7,5 IRE).
Il segnale video PAL è leggermente diverso in quanto invece oscilla su valori leggermente differenti, da -300 mV a +700 mV. Pertanto, un'unità PAL IRE è 7 mV, dove -43 IRE equivale a -300 mV alla punta di sincronizzazione e +100 IRE equivale a +700 mV al livello video di picco. Il livello del nero è lo stesso del livello di blanking 0 mV (0 IRE).
Ci sono differenze anche nella frequenza del segnale video, che è sempre da 15KHz, ma più nello specifico per il PAL si ha 15625 Hz, per l'NTSC si ha 15750 Hz.
Il motivo per cui IRE è una misura relativa (percentuale) è perché un segnale video può essere di qualsiasi ampiezza.

## Specifiche
Questa unità è utilizzata nell'ITU-R BT.470 che definisce PAL, NTSC e SECAM:
|         | Livello di Sync     | Livello di Blanking | Riferimento del nero | Riferimento del bianco | Livello massimo per il segnale (eventuale Colorburst) | Sottoportante del colore (saturazione del colore) |
| ------- | ------------------- | ------------------- | -------------------- | ---------------------- | ----------------------------------------------------- | ------------------------------------------------- |
| M-NTSC  | -40 IRE (-285,7 mV) | 0 IRE               | 7,5 IRE (53,57 mV)   | +100 IRE (714,3 mV)    | 120 IRE                                               | 20,0 IRE (142,85 mV)                              |
| J-NTSC  | -40 IRE (-285,7 mV) | 0 IRE               | 0 IRE (0 mV)         | +100 IRE (714,3 mV)    | 120 IRE                                               | 20,0 IRE (142,85 mV)                              |
| B/G-PAL | -43 IRE (-300 mV)   | 0 IRE               | 0 IRE                | +100 IRE (700 mV)      | 133 IRE                                               | 21,5 IRE (150 mV)                                 |
| SECAM   | -43 IRE (-300 mV)   | 0 IRE               | 0 IRE                | +100 IRE (700 mV)      | 130 IRE                                               | non usato                                         |

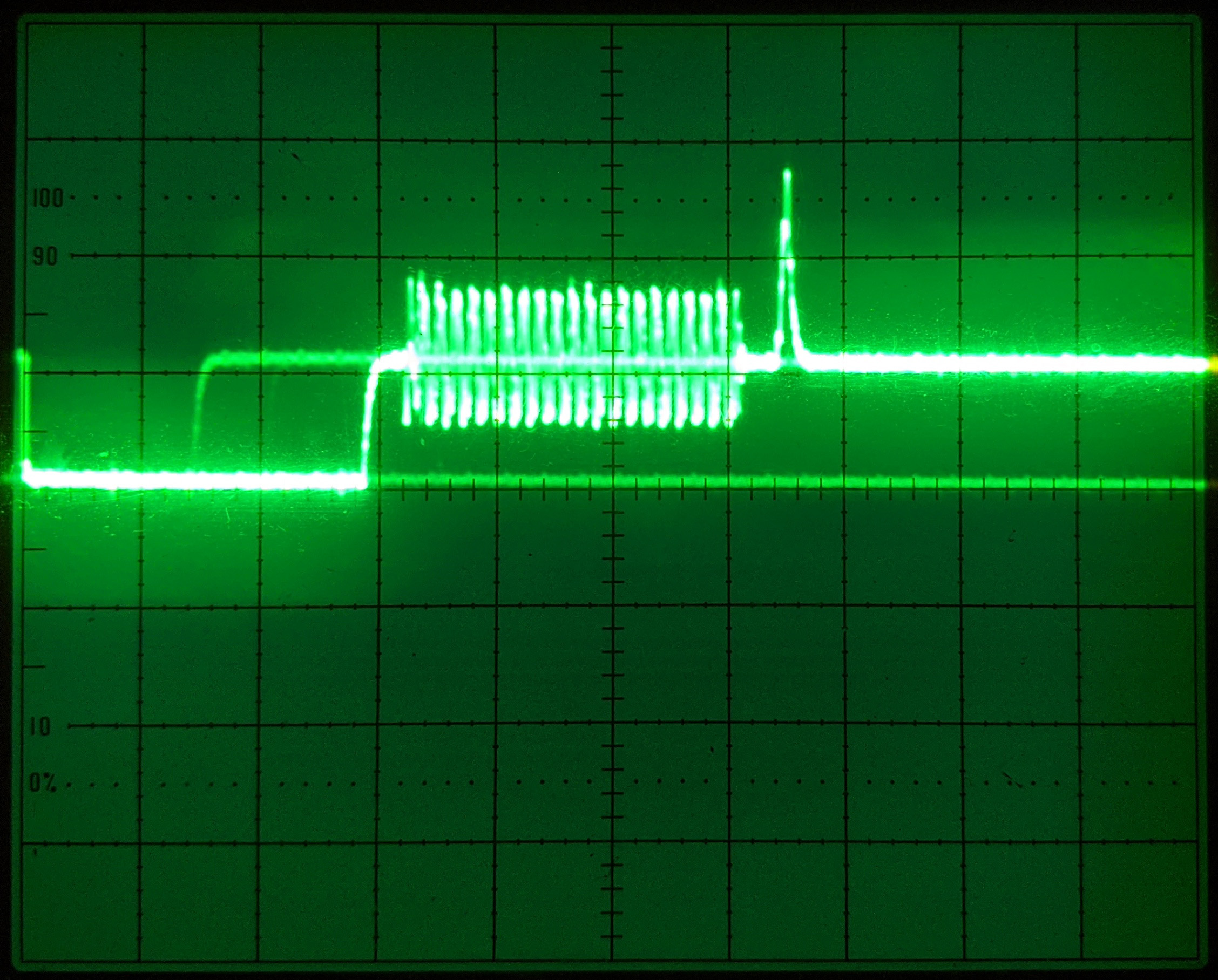
Segnale video del Commodore 64, dove è possibile vedere la sincronizzazione orizzontale e il colorburst dell'uscita composita PAL

Il colorburst è una caratteristica del segnale, dove viene trasmesso un picco dello stesso (oltre il livello massimo del livello colore ed entro il livello massimo del segnale) e che funge da riferimento, permettendo eventualmente un adattamento del segnale da parte dell'apparecchio ricevente, il quale potrebbe ricevere un segnale indebolito e grazie a questa tecnica permette un'autoregolazione dell'intensità del segnale.
Questa caratteristica può essere usata nei sistemi (NTSC, PAL) che utilizzano l'intensità del segnale come riferimento del colore, mentre non ha alcuna valenza nei sistemi (SECAM) che invece utilizzano la variazione di frequenza.